# Cryptograms
Cryptograms – drugi album amerykańskiego zespołu indierockowego Deerhunter, wydany 29 stycznia 2007 roku. Album był nagrywany w dwóch osobnych, odległych w czasie o kilka miesięcy sesjach, stąd: pierwsza połowa (utwory 1-7) mają ambientowy, psychodeliczny charakter, a pozostałe (od 8 utworu) są bardziej popowe.

## Lista utworów
Muzykę napisali: Moses Archuleta, Bradford Cox, Josh Fauver, Colin Mee and Lockett Pundt, wyjątki w nawiasach. Teksty napisał Bradford Cox.
1. "Intro"  – 2:50
2. "Cryptograms"  – 4:17
3. "White Ink"  – 4:59
4. "Lake Somerset"  – 3:49
5. "Providence"  – 4:08
6. "Octet"  – 7:50
7. "Red Ink"  – 3:40
8. "Spring Hall Convert"  – 4:29
9. "Strange Lights"  – 3:38 (muzyka – Lockett Pundt)
10. "Hazel St."  – 3:48
11. "Tape Hiss Orchid"  – 1:12
12. "Heatherwood"  – 3:37